# Kotake
Kotake (小竹町?) è una cittadina giapponese della prefettura di Fukuoka.